# Pida
Pida (nep. गजुरी) – gaun wikas samiti w środkowej części Nepalu w strefie Bagmati w dystrykcie Dhading. Według nepalskiego spisu powszechnego z 2001 roku liczył on 1814 gospodarstw domowych i 10296 mieszkańców (5090 kobiet i 5206 mężczyzn).